# Firmino da Silveira
Firmino Gomes da Silveira foi um senador do Brasil durante a República Velha (ou Primeira República).